# Ezio Domenighini
Ezio Domenighini (15 settembre 1969) è un ex mezzofondista italiano.

## Biografia
In carriera ha vinto complessivamente 5 medaglie ai campionati italiani assoluti tra outdoor ed indoor (un argento e quattro bronzi); nel 1989 ha partecipato con la nazionale italiana assoluta ad un incontro internazionale tra Italia, Spagna, Portogallo e Francia ad Ourense. Con il tempo di 13'36"43 sui 5000 metri piani detiene la nona miglior prestazione italiana Under-23 di sempre su tale distanza (e la quarantasettesima di sempre a livello assoluto), mentre con 28'49"0 è il diciassettesimo italiano di sempre sui 10000 metri piani nella medesima categoria di età. Con il suo personale di 7'50"98 è inoltre il trentunesimo italiano di sempre sui 3000 metri piani, oltre che, sempre con il medesimo tempo, il settimo italiano di sempre nella categoria Under-23 su tale distanza.

## Campionati nazionali
1989
- 12º ai campionati italiani assoluti, 5000 m piani - 14'07"57

1990
- Bronzo ai campionati italiani assoluti, 5000 m piani - 13'59"51

1991
- Bronzo ai campionati italiani assoluti, 10000 m piani - 29'13"12

1992
- 7º ai campionati italiani assoluti, 5000 m piani - 13'49"86
- 4º ai campionati italiani assoluti indoor, 3000 m piani - 8'00"94

1993
- 4º ai campionati italiani assoluti, 10000 m piani - 28'43"47
- Bronzo ai campionati italiani assoluti indoor, 3000 m piani - 8'03"90
- 24º ai campionati italiani - 36'36"

1994
- Bronzo ai campionati italiani assoluti, 5000 m piani - 13'55"49
- Argento ai campionati italiani assoluti indoor, 3000 m piani - 8'08"20
- 12º ai campionati italiani di corsa campestre - 37'35.campione italiano  5000 metri Grosseto 1988

## Altre competizioni internazionali
1990
- 35º alla Cinque Mulini ( San Vittore Olona) - 33'09"

1992
- 11º al Rieti Meeting ( Rieti), 5000 m piani - 13'42"60